# Camillo De Riso
Camillo De Riso (20 de noviembre de 1854 – 2 de abril de 1924) fue un actor y director teatral y cinematográfico italiano de la época del cine mudo. 

## Biografía
Nacido en Nápoles, Italia, su padre era Alfonso De Riso, un actor teatral muy popular en el siglo XIX. Inició su carrera artística en la compañía de su padre al comienzo del siglo XX, fundando posteriormente una compañía propia en colaboración con Giuseppe Sichel y Giuseppe Brignone.
En 1912 fue contratado por la productora cinematográfica Ambrosio Film, de Turín, en la cual formó un trío de éxito con Eleuterio Rodolfi y Gigetta Morano, con los cuales interpretó numerosos filmes. En 1913 pasó a Gloria Film, estudio en el que trabajó como director, actor y guionista hasta 1923, participando en la serie cómica Camillo. A partir de 1915 también trabajó para la compañía Caesar Film, de Roma.
A lo largo de su carrera Camillo De Riso participó en más de un centenar de producciones, la mayoría de ellas comedias. Falleció en 1924 en Roma.

## Selección de su filmografía

### Como actor
- Un qui-pro-quo, dirigida por Alberto Degli Abbati (1913)
- Nerone e Agrippina, dirigida por Mario Caserini (1913)
- Ma l'amor mio non muore, dirigida por Mario Caserini (1913)
- Il treno degli spettri, dirigida por Mario Caserini (1913)
- L'oca alla Colbert, dirigida por Eleuterio Rodolfi (1913)
- Storia vecchia e... fatti nuovi, dirigida por Eleuterio Rodolfi (1915)
- A San Francisco, dirigida por Gustavo Serena (1915)
- La perla del cinema, dirigida por Giuseppe De Liguoro (1916)
- Baby l'indiavolata, dirigida por Giuseppe De Liguoro (1916)
- Odette, dirigida por Giuseppe De Liguoro (1916)
- Don Giovanni, dirigida por Edoardo Bencivenga (1916)
- Ferréol, dirigida por Edoardo Bencivenga (1916)
- Andreina, dirigida por Gustavo Serena (1917)
- Mariute, dirigida por Edoardo Bencivenga (1918)
- L'invidia, dirigida por Edoardo Bencivenga (1919)
- L'accidia, dirigida por Alfredo De Antoni (1919)
- Le avventure di Bijou, dirigida por Augusto Genina (1919)
- La casa in rovina, dirigida por Amleto Palermi (1920)
- La modella, dirigida por Mario Caserini (1920)
- Tre persone per bene, dirigida por Ermanno Geymonat (1922)
- Un viaggio di piacere, dirigida por Ermanno Geymonat (1922)
- La gola del lupo, dirigida por Torello Rolli (1923)

### Como director
- Sonnambulismo (1913) – dirección e interpretación
- Romanticismo (1913) - dirección e interpretación
- L'orologio del signor Camillo (1914) - dirección e interpretación
- I mariti allegri (1914) - dirección e interpretación
- Guerra in tempo di pace (1914) - dirección e interpretación
- Nanà (1914)
- Armiamoci e... partite! (1915)
- In cerca di un marito per mia moglie (1915) - dirección e interpretación
- Astuzia di donna (1915) - dirección e interpretación
- Choc nervoso (1916) - dirección e interpretación
- Il fuoco accanto alla paglia (1916) - dirección e interpretación
- Matrimonio d'interesse (1917) - dirección e interpretación
- La principessa (1917) - dirección e interpretación
- La gola (1918) - dirección e interpretación
- Mademoiselle Monte Cristo (1918) - dirección e interpretación
- I nostri buoni villici (1918) - dirección e interpretación
- La figlia unica (1919) - dirección e interpretación
- Una donna funesta (1919) - dirección e interpretación
- Spiritismo (1919)
- Il mulino (1920)
- Colei che si deve sposare (1920)
- Jou-Jou (1920) - dirección e interpretación
- Otello (1920)
- Una donna, una mummia, un diplomatico (1920) - dirección e interpretación
- Le nipoti d'America (1921) - dirección e interpretación
- Lucie de Trecoeur (1922) - codirección con Augusto Genina